# Казеле (Тревизо)
Казеле је насеље у Италији у округу Тревизо, региону Венето.
Према процени из 2011. у насељу је живело 2307 становника. Насеље се налази на надморској висини од 87 м.